# 盖沃纳滕
盖沃纳滕（法語：Guevenatten，法語發音：[ɡevənatən] ⓘ）是法国上莱茵省的一个市镇，属于阿尔特基什区。

## 地理
盖沃纳滕（47°40'55"N, 7°4'46"E）面积2.15 平方千米，位于法国大東部大區上莱茵省，该省份为法国东部内陆省份，是阿尔萨斯的一部分，今与下莱茵省组成了阿尔萨斯欧洲集体，其北临下莱茵省，西接孚日省，西南接贝尔福地区省，东侧沿莱茵河与德国相望，南与瑞士接壤。
与盖沃纳滕接壤的市镇（或旧市镇、城区）包括：贝勒马尼、埃肯、圣科姆、布雷绍蒙、法尔克维莱尔。
盖沃纳滕的时区为UTC+01:00、UTC+02:00（夏令时）。

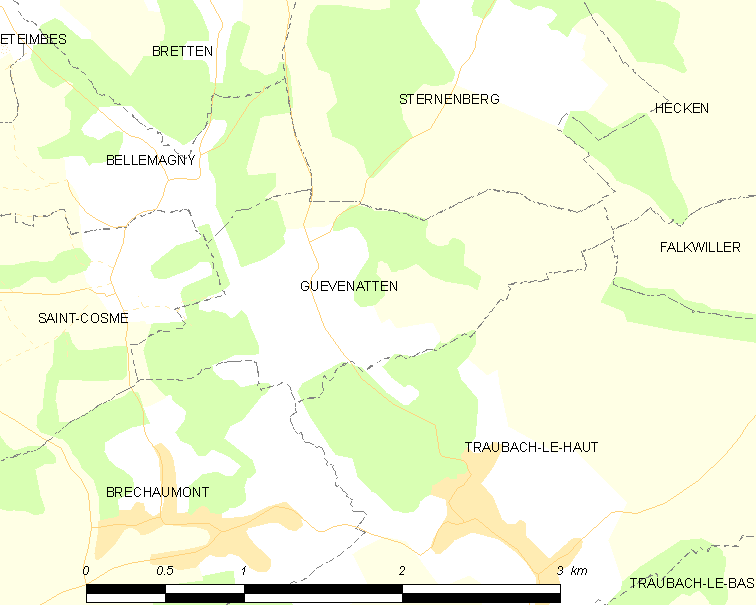
盖沃纳滕的OSM定位图

## 行政
盖沃纳滕的邮政编码为68210，INSEE市镇编码为68114。

## 政治
盖沃纳滕所属的省级选区为马斯沃-尼德布吕克县。

## 人口

1962-2008年间盖沃纳滕人口变化图示

盖沃纳滕于2022年1月1日时的人口数量为156人。